# Danh sách thành viên của Hội đồng Kinh tế và Xã hội Liên Hợp Quốc
Hội đồng Kinh tế và Xã hội Liên Hợp Quốc có 54 quốc gia thành viên được bầu bởi Đại hội đồng Liên Hợp Quốc với nhiệm kỳ 3 năm, và kết thúc vào ngày 31/12 của nhiệm kỳ năm thứ 3. Ghế trong Hội đồng được chia theo nhóm khu vực, với 14 ghế thuộc nhóm châu Phi, 11 ghế thuộc nhóm châu Á-Thái Bình Dương, 6 ghế thuộc nhóm Đông Âu, 10 ghế thuộc nhóm Mỹ Latinh và Caribbean, và 13 ghế thuộc Tây Âu và các nước khác.

## Thành viên theo nhóm khu vực

### Nhóm châu Á-Thái Bình Dương
| 2010 | Ấn Độ | Nhật Bản | Saudi Arabia | Bangladesh  | Iraq       | Mongolia | Philippines  | Cộng hòa Nhân dân Trung Hoa | Malaysia   | Pakistan   | Hàn Quốc |
| 2011 | Ấn Độ | Nhật Bản | Saudi Arabia | Bangladesh  | Iraq       | Mongolia | Philippines  | Cộng hòa Nhân dân Trung Hoa | Qatar      | Pakistan   | Hàn Quốc |
| 2012 | Ấn Độ | Nhật Bản | Indonesia    | Bangladesh  | Iraq       | Mongolia | Philippines  | Cộng hòa Nhân dân Trung Hoa | Qatar      | Pakistan   | Hàn Quốc |
| 2013 | Ấn Độ | Nhật Bản | Indonesia    | Kuwait      | Kyrgyzstan | Nepal    | Turkmenistan | Cộng hòa Nhân dân Trung Hoa | Qatar      | Pakistan   | Hàn Quốc |
| 2014 | Ấn Độ | Nhật Bản | Indonesia    | Kuwait      | Kyrgyzstan | Nepal    | Turkmenistan | Cộng hòa Nhân dân Trung Hoa | Bangladesh | Kazakhstan | Hàn Quốc |
| 2015 | Ấn Độ | Nhật Bản | Pakistan     | Kuwait      | Kyrgyzstan | Nepal    | Turkmenistan | Cộng hòa Nhân dân Trung Hoa | Bangladesh | Kazakhstan | Hàn Quốc |
| 2016 | Ấn Độ | Nhật Bản | Pakistan     | Afghanistan | Iraq       | Lebanon  | Việt Nam     | Cộng hòa Nhân dân Trung Hoa | Bangladesh | Kazakhstan | Hàn Quốc |
| 2017 | Ấn Độ | Nhật Bản | Pakistan     | Afghanistan | Iraq       | Lebanon  | Việt Nam     |                             |            |            |          |
| 2018 |       |          |              | Afghanistan | Iraq       | Lebanon  | Việt Nam     |                             |            |            |          |

### Nhóm châu Phi
| 2010 | Cameroon      | Congo | Mozambique             | Niger   | Comoros | Ai Cập    | Ghana        | Rwanda | Zambia  | Cote d'Ivoire | Guinea-Bissau | Mauritius  | Morocco | Namibia  |
| 2011 | Cameroon      | Gabon | Malawi                 | Senegal | Comoros | Ai Cập    | Ghana        | Rwanda | Zambia  | Cote d'Ivoire | Guinea-Bissau | Mauritius  | Morocco | Namibia  |
| 2012 | Cameroon      | Gabon | Malawi                 | Senegal | Comoros | Ai Cập    | Ghana        | Rwanda | Zambia  | Burkina Faso  | Ethiopia      | Nigeria    | Libya   | Lesotho  |
| 2013 | Cameroon      | Gabon | Malawi                 | Senegal | Benin   | Mauritius | South Africa | Sudan  | Tunisia | Burkina Faso  | Ethiopia      | Nigeria    | Libya   | Lesotho  |
| 2014 | Botswana      | Congo | Cộng hòa Dân chủ Congo | Togo    | Benin   | Mauritius | South Africa | Sudan  | Tunisia | Burkina Faso  | Ethiopia      | Nigeria    | Libya   | Lesotho  |
| 2015 | Botswana      | Congo | Cộng hòa Dân chủ Congo | Togo    | Benin   | Mauritius | South Africa | Sudan  | Tunisia | Burkina Faso  | Ghana         | Mauritanie | Uganda  | Zimbabwe |
| 2016 | Botswana      | Congo | Cộng hòa Dân chủ Congo | Togo    | Algeria | Somalia   | Nam Phi      | Rwanda | Nigeria | Burkina Faso  | Ghana         | Mauritanie | Uganda  | Zimbabwe |
| 2017 | Chưa xác định |       |                        |         | Algeria | Somalia   | Nam Phi      | Rwanda | Nigeria | Burkina Faso  | Ghana         | Mauritanie | Uganda  | Zimbabwe |
| 2018 | Chưa xác định |       |                        |         | Algeria | Somalia   | Nam Phi      | Rwanda | Nigeria |               |               |            |         |          |

### Nhóm Đông Âu
| 2010 | Moldova | Ba Lan     | Liên bang Nga | Estonia | Slovakia | Ukraine      |
| 2011 | Latvia  | Hungary    | Liên bang Nga | Estonia | Slovakia | Ukraine      |
| 2012 | Latvia  | Bulgaria * | Liên bang Nga | Belarus | Slovakia | Ukraine      |
| 2013 | Latvia  | Bulgaria * | Liên bang Nga | Belarus | Albania  | Croatia      |
| 2014 | Georgia | Serbia     | Liên bang Nga | Belarus | Albania  | Croatia      |
| 2015 | Georgia | Serbia     | Liên bang Nga | Estonia | Albania  | Croatia      |
| 2016 | Georgia | Serbia     | Liên bang Nga | Estonia | Moldova  | Cộng hòa Séc |
| 2017 |         |            |               | Estonia | Moldova  | Cộng hòa Séc |
| 2018 |         |            |               |         | Moldova  | Cộng hòa Séc |

'*' Hoạt động nửa nhiệm kỳ từ thành viên khác. Bulgaria thay ghế Hungary từ năm 2012.

### Nhóm Mỹ Latin và Carribean
| 2010 | Brazil             | Guatemala | Saint Lucia | Argentina | Bahamas  | Chile | Peru      | Saint Kitts và Nevis | Uruguay            | Venezuela          |
| 2011 | Mexico             | Nicaragua | Ecuador     | Argentina | Bahamas  | Chile | Peru      | Saint Kitts và Nevis | Uruguay            | Venezuela          |
| 2012 | Mexico             | Nicaragua | Ecuador     | Argentina | Bahamas  | Chile | Brazil    | Cuba                 | Cộng hòa Dominican | El Salvador        |
| 2013 | Mexico             | Nicaragua | Ecuador     | Bolivia   | Colombia | Haiti | Brazil    | Cuba                 | Cộng hòa Dominican | El Salvador        |
| 2014 | Antigua và Barbuda | Guatemala | Panama      | Bolivia   | Colombia | Haiti | Brazil    | Cuba                 | Cộng hòa Dominican | El Salvador        |
| 2015 | Antigua và Barbuda | Guatemala | Panama      | Bolivia   | Colombia | Haiti | Argentina | Brazil               | Honduras           | Trinidad và Tobago |
| 2016 | Antigua và Barbuda | Guatemala | Panama      | Chile     | Guyana   | Perú  | Argentina | Brazil               | Honduras           | Trinidad và Tobago |
| 2017 |                    |           |             | Chile     | Guyana   | Perú  | Argentina | Brazil               | Honduras           | Trinidad và Tobago |
| 2018 |                    |           |             | Chile     | Guyana   | Perú  |           |                      |                    |                    |

### Nhóm Tây Âu và nước khác
| 1990 | Canada        | Phần Lan   | Thụy Điển   | Liên Hiệp Anh | Italy      | Hà Lan     | New Zealand | Hoa Kỳ | Pháp | Đức  | Hy Lạp        | Ireland       | Bồ Đào Nha    |
| 1991 | Canada        | Phần Lan   | Thụy Điển   | Liên Hiệp Anh | Italy      | Hà Lan     | New Zealand | Hoa Kỳ | Pháp | Đức  | Áo            | Tây Ban Nha   | Thổ Nhĩ Kỳ    |
| 1992 | Canada        | Phần Lan   | Thụy Điển   | Liên Hiệp Anh | Italy      | Australia  | Bỉ          | Hoa Kỳ | Pháp | Đức  | Áo            | Tây Ban Nha   | Thổ Nhĩ Kỳ    |
| 1993 | Canada        | Đan Mạch   | Na Uy       | Liên Hiệp Anh | Italy      | Australia  | Bỉ          | Hoa Kỳ | Pháp | Đức  | Áo            | Tây Ban Nha   | Thổ Nhĩ Kỳ    |
| 1994 | Canada        | Đan Mạch   | Na Uy       | Liên Hiệp Anh | Italy      | Australia  | Bỉ          | Hoa Kỳ | Pháp | Đức  | Hy Lạp        | Ireland       | Bồ Đào Nha    |
| 1995 | Canada        | Đan Mạch   | Na Uy       | Liên Hiệp Anh | Luxembourg | Australia  | Hà Lan      | Hoa Kỳ | Pháp | Đức  | Hy Lạp        | Ireland       | Bồ Đào Nha    |
| 1996 | Canada        | Phần Lan   | Thụy Điển   | Liên Hiệp Anh | Luxembourg | Australia  | Hà Lan      | Hoa Kỳ | Pháp | Đức  | Hy Lạp        | Ireland       | Bồ Đào Nha    |
| 1997 | Canada        | Phần Lan   | Thụy Điển   | Liên Hiệp Anh | Luxembourg | Australia  | Hà Lan      | Hoa Kỳ | Pháp | Đức  | Iceland       | Tây Ban Nha   | Thổ Nhĩ Kỳ    |
| 1998 | Canada        | Phần Lan   | Thụy Điển   | Liên Hiệp Anh | Bỉ         | Italy      | New Zealand | Hoa Kỳ | Pháp | Đức  | Iceland       | Tây Ban Nha   | Thổ Nhĩ Kỳ    |
| 1999 | Canada        | Đan Mạch   | Na Uy       | Liên Hiệp Anh | Bỉ         | Italy      | New Zealand | Hoa Kỳ | Pháp | Đức  | Iceland       | Tây Ban Nha   | Thổ Nhĩ Kỳ    |
| 2000 | Canada        | Đan Mạch   | Na Uy       | Liên Hiệp Anh | Bỉ         | Italy      | New Zealand | Hoa Kỳ | Pháp | Đức  | Áo            | Hy Lạp        | Bồ Đào Nha    |
| 2001 | Canada        | Đan Mạch   | Na Uy       | Liên Hiệp Anh | Andorra    | Italy      | Monaco      | Hoa Kỳ | Pháp | Đức  | Áo            | Malta *       | Bồ Đào Nha    |
| 2002 | Australia     | Phần Lan   | Thụy Điển   | Liên Hiệp Anh | Andorra    | Italy      | Monaco      | Hoa Kỳ | Pháp | Đức  | Áo            | Malta *       | Tây Ban Nha * |
| 2003 | Australia     | Phần Lan   | Thụy Điển   | Liên Hiệp Anh | Andorra    | Italy      | Monaco      | Hoa Kỳ | Pháp | Đức  | Ireland       | Hy Lạp        | Bồ Đào Nha    |
| 2004 | Australia     | Phần Lan   | Thụy Điển   | Liên Hiệp Anh | Bỉ         | Italy      | Canada      | Hoa Kỳ | Pháp | Đức  | Ireland       | Hy Lạp        | Thổ Nhĩ Kỳ *  |
| 2005 | Australia     | Đan Mạch   | Iceland     | Liên Hiệp Anh | Bỉ         | Italy      | Canada      | Hoa Kỳ | Pháp | Đức  | Ireland       | Tây Ban Nha * | Thổ Nhĩ Kỳ *  |
| 2006 | Australia     | Đan Mạch   | Iceland     | Liên Hiệp Anh | Bỉ         | Italy      | Canada      | Hoa Kỳ | Pháp | Đức  | Áo            | Thổ Nhĩ Kỳ    | Tây Ban Nha   |
| 2007 | Australia     | Đan Mạch   | Iceland     | Liên Hiệp Anh | Hà Lan     | Luxembourg | Canada      | Hoa Kỳ | Pháp | Đức  | Áo            | Thổ Nhĩ Kỳ    | Tây Ban Nha   |
| 2008 | Australia     | Phần Lan   | Na Uy       | Liên Hiệp Anh | Hà Lan     | Luxembourg | Canada      | Hoa Kỳ | Pháp | Đức  | Áo            | Thổ Nhĩ Kỳ    | Tây Ban Nha   |
| 2009 | Australia     | Phần Lan   | Na Uy       | Liên Hiệp Anh | Hà Lan     | Luxembourg | Canada      | Hoa Kỳ | Pháp | Đức  | Liechtenstein | Malta         | Thổ Nhĩ Kỳ    |
| 2010 | Australia     | Phần Lan   | Na Uy       | Liên Hiệp Anh | Bỉ         | Italy      | Canada      | Hoa Kỳ | Pháp | Đức  | Liechtenstein | Malta         | Thổ Nhĩ Kỳ    |
| 2011 | Australia     | Phần Lan   | Na Uy       | Liên Hiệp Anh | Bỉ         | Italy      | Canada      | Hoa Kỳ | Pháp | Đức  | Thụy Sĩ *     | Malta         | Tây Ban Nha * |
| 2012 | Australia     | Phần Lan   | Thụy Sĩ *   | Liên Hiệp Anh | Hà Lan*    | Italy      | Canada      | Hoa Kỳ | Pháp | Đức  | Ireland       | Thổ Nhĩ Kỳ    | Tây Ban Nha   |
| 2013 | New Zealand * | Đan Mạch * | Thụy Điển * | Liên Hiệp Anh | Hà Lan     | San Marino | Canada      | Hoa Kỳ | Pháp | Áo * | Ireland       | Thổ Nhĩ Kỳ    | Tây Ban Nha   |
| 2014 | Phần Lan      | Thụy Sĩ    | Thụy Điển   | Liên Hiệp Anh | Hà Lan     | San Marino | Canada      | Hoa Kỳ | Pháp | Áo * | Ireland       | Thổ Nhĩ Kỳ    | Tây Ban Nha   |
| 2015 | Phần Lan      | Thụy Sĩ    | Thụy Điển   | Liên Hiệp Anh | Hà Lan     | San Marino | Canada      | Hoa Kỳ | Pháp | Đức  | Ireland       | Hy Lạp        | Bồ Đào Nha    |
| 2016 | Phần Lan      | Thụy Sĩ    | Thụy Điển   | Liên Hiệp Anh | Australia  | Bỉ         | Italy       | Hoa Kỳ | Pháp | Đức  | Ireland       | Hy Lạp        | Bồ Đào Nha    |
| 2017 |               |            |             |               | Australia  | Bỉ         | Italy       | Hoa Kỳ | Pháp | Đức  | Ireland       | Hy Lạp        | Bồ Đào Nha    |
| 2018 |               |            |             |               | Australia  | Bỉ         | Italy       | Hoa Kỳ |      |      |               |               |               |

"*" Ký hiệu ghế chuyển giao giữa các thành viên. Malta đã tiếp nhận ghế từ Hy Lạp vào ngày 1 tháng 1 năm 2001, Tây Ban Nha từ Bồ Đào Nha ngày 1 tháng 1 năm 2002, Thổ Nhĩ Kỳ từ Bồ Đào Nha ngày 11 tháng 11 năm 2003 và Tây Ban Nha từ Hy Lạp vào ngày 1 tháng 1 năm 2005. Đối với năm 2011, Thụy Sĩ và Tây Ban Nha thay vị trí Liechtenstein và Thổ Nhĩ Kỳ. Từ ngày 1 tháng 1 năm 2012, Thụy Sĩ thay ghế Na Uy và Hà Lan đã thay chỗ của Bỉ. Trong năm 2013, Úc đã từ bỏ vị trí của mình để ủng hộ New Zealand; Phần Lan ủng hộ Đan Mạch; Thụy Sĩ ủng hộ Thụy Điển và Đức ủng hộ Áo.